# Kyliegh Curran
 (novembre 2019).
Si vous disposez d'ouvrages ou d'articles de référence ou si vous connaissez des sites web de qualité traitant du thème abordé ici, merci de compléter l'article en donnant les références utiles à sa vérifiabilité et en les liant à la section « Notes et références ».
Kyliegh Curran est une actrice née le 10 décembre 2005 à Miami. Elle remporte le Saturn Award du meilleur jeune acteur en 2021 pour son rôle dans Doctor Sleep.

## Filmographie

### Cinéma
- 2017 : I Can I Will I Did de Nadine Truong
- 2019 : Doctor Sleep de Mike Flanagan
- 2023 : La Chute de la maison Usher de Mike Flanagan